# Rodolia cardinalis
Rodolia cardinalis, comummente conhecido como vedália, é uma espécie de insetos coleópteros polífagos pertencente à família dos Coccinelídeos. Caracteriza-se pelo corpo semiesférico de cerca de quatro milímetros de comprimento, de coloração avermelhada, ornada com manchas pretas.
A autoridade científica da espécie é Mulsant, tendo sido descrita no ano de 1850.

## Distribuição geográfica
Pese embora esta espécie seja de origem australiana, presentemente é possível encontrá-la em noutras partes do planeta, incluindo Portugal, por virtude da sua preponderância como predador de diversas espécies de insectos que atacam árvores de fruto e culturas agrícolas.